# Ядро планети

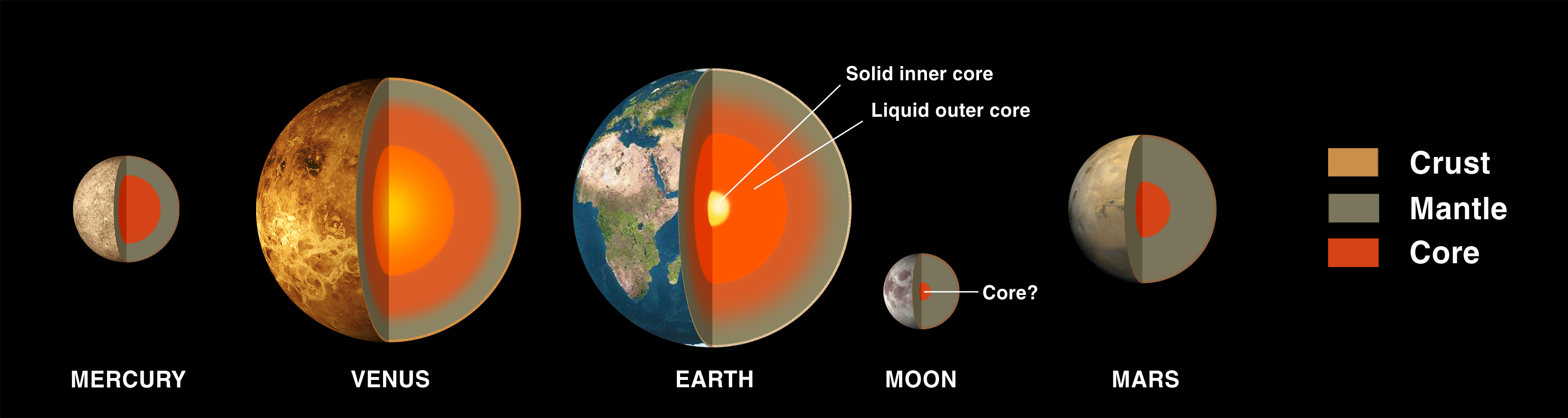
Внутрішня будова внутрішніх планет.

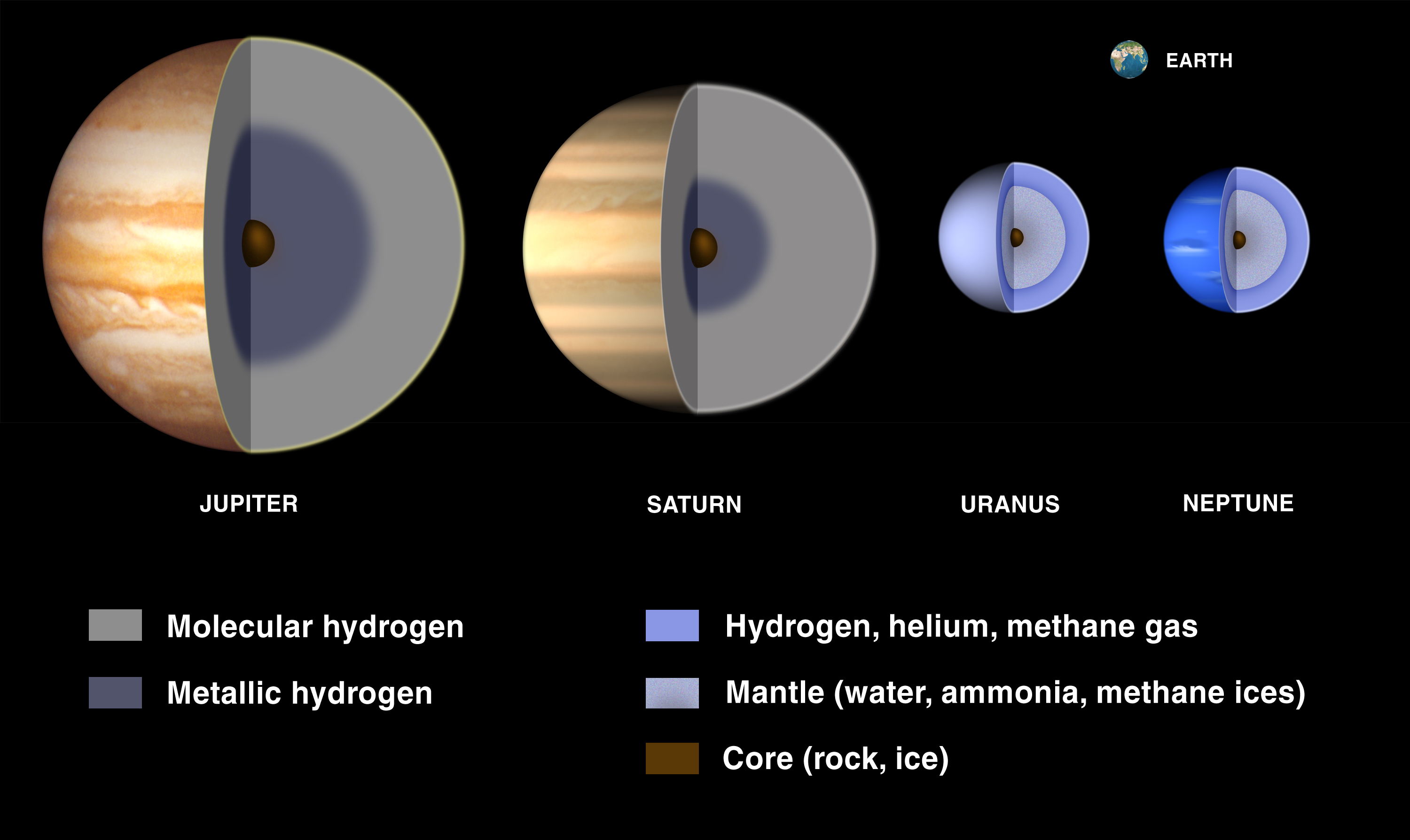
Внутрішня будова зовнішніх планет.

Ядро планети складається з внутрішніх шарів планети. Ядра можуть бути повністю твердими або повністю рідкими, або сумішшю твердих і рідких шарів, як у випадку Землі. У Сонячній системі розміри ядра коливаються приблизно від 20 % (Місяць) до 85 % радіуса планети (Меркурій).
Газові гіганти також мають ядра, хоча їх склад все ще є предметом дискусій і варіюється в діапазоні від традиційного кам'яного/залізного до крижаного або ядра з рідкого металевого водню. Ядра газових гігантів пропорційно набагато менші, ніж ядра планет земної групи, хоча, тим не менш, вони можуть бути значно більшими за земні. Ядро Юпітера в 10–30 разів важче за Землю, і екзопланета HD149026 b може мати ядро, яке в 100 разів перевищує масу Землі.
Ядра планет складно досліджувати, оскільки їх неможливо дістати буром, і майже немає зразків, які б напевне були отримані з ядра. Таким чином, вони вивчаються за допомогою непрямих методів, таких як сейсмологія, фізика мінералів і планетарна динаміка.

## Відкриття

### Ядро Землі
У 1797 році Генрі Кавендіш підрахував, що середня щільність Землі в 5,48 разів перевищує густину води (пізніше було уточнено до 5,53), що призвело до загальноприйнятого переконання, що Земля набагато щільніша всередині. Після відкриття залізних метеоритів Віхерт у 1898 році припустив, що Земля має загальний склад, подібний до залізних метеоритів, але залізо осіло всередині Землі, і пізніше представив це шляхом інтегрування об'ємної щільності Землі з відсутніми залізом і нікелем як ядра. Перше виявлення ядра Землі відбулося в 1906 році Річардом Діксоном Олдхемом після відкриття зони тіні P-хвилі від рідкого зовнішнього ядра. До 1936 року сейсмологи визначили загальний розмір ядра, а також межу між рідким зовнішнім ядром і твердим внутрішнім ядром.

### Ядро Місяця
Внутрішня структура Місяця була охарактеризована в 1974 році за допомогою сейсмічних даних, зібраних місіями Аполлон про місяцетруси. Ядро Місяця має радіус 300 км. Залізне ядро Місяця має рідкий зовнішній шар, який становить 60 % об'єму ядра, з твердим внутрішнім ядром.

### Ядра скелястих планет
Ядра скелястих планет спочатку були охарактеризовані шляхом аналізу даних космічних кораблів, таких як NASA Mariner 10, який пролетів повз Меркурій і Венеру, щоб спостерігати характеристики їх поверхні. Ядра інших планет не можуть бути виміряні за допомогою сейсмометрів на їх поверхні, тому натомість висновки про них повинні бути зроблені на основі розрахунків цих спостережень. Маса та розмір можуть забезпечити обчислення першого порядку компонентів, які складають внутрішню частину планетарного тіла. Структура скелястих планет обмежена середньою щільністю планети та її моментом інерції. Момент інерції для диференційованої планети менше 0,4, тому що щільність планети зосереджена в центрі. Меркурій має момент інерції 0,346, що свідчить про наявність ядра. Обчислення збереження енергії, а також вимірювання магнітного поля також можуть обмежувати склад, а геологія поверхні планет може характеризувати диференціацію тіла з моменту його акреції. Ядра Меркурія, Венери та Марса складають приблизно 75 %, 50 % та 40 % їх радіусу відповідно.

## Формування

### Акреція
Планетарні системи утворюються зі сплощених дисків пилу та газу, які швидко (протягом тисяч років) зрощуються в планетезималі приблизно 10 км в діаметрі. З цієї межі діє сила тяжіння, щоб створити зародки планет розміром від Місяця до Марса (105–106 років), і вони розвиваються в планетарні тіла протягом додаткових 10–100 мільйонів років.
Юпітер і Сатурн, швидше за все, сформувалися навколо раніше існуючих скелястих і/або крижаних тіл, перетворюючи ці попередні первісні планети на ядра газових гігантів. Це акреційна модель планетарного ядра формування планет.
Планетарна диференціація широко визначається як розвиток від однорідного тіла до кількох різнорідних компонентів. Ізотопна система гафній-182/вольфрам-182 має період напіврозпаду 9 мільйонів років і вважається вимерлою системою через 45 мільйонів років. Гафній є літофільним елементом, а вольфрам — сидерофільним елементом. Таким чином, якщо сегрегація металу (між ядром Землі та мантією) відбулася менш ніж за 45 мільйонів років, силікатні резервуари розвивають позитивні аномалії Hf/W, а металеві резервуари набувають негативних аномалій відносно недиференційованого хондритового матеріалу. Спостережувані співвідношення Hf/W у залізних метеоритах обмежують сегрегацію металу до 5 мільйонів років, співвідношення Hf/W мантії Землі вказує на те, що ядро Землі розділилося протягом 25 мільйонів років. Декілька факторів контролюють сегрегацію металевого ядра, включаючи кристалізацію перовскіту. Кристалізація перовскіту в ранньому магматичному океані є процесом окислення і може стимулювати утворення та вилучення металевого заліза з вихідного силікатного розплаву.

### Зіткнення та злиття ядер
Зіткнення між тілами розміром з планету в ранній Сонячній системі є важливими аспектами у формуванні та зростанні планет і планетних ядер.

#### Система Земля-Місяць
Гіпотеза гігантського зіткнення стверджує, що зіткнення між теоретичною планетою Тея розміром з Марс і ранньою Землею утворило сучасну Землю і Місяць. Під час цього удару більшість заліза з Теї та Землі потрапила в ядро Землі.

#### Марс
Злиття ядра між прото-Марсом та іншим диференційованим планетоїдом могло відбуватися як швидко, протягом 1000 років, так і повільно, протягом 300 000 років (залежно від в'язкості обох ядер).

## Хімія

### Визначення первинного складу— Земля
Використовуючи еталонну хондритну модель та поєднуючи відомі склади кори та мантії, можна визначити невідомий компонент, склад внутрішнього та зовнішнього ядра: 85 % Fe, 5 % Ni, 0,9 % Cr, 0,25 % Co та всі інші тугоплавкі метали в дуже низькій концентрації. Це залишає ядро Землі з дефіцитом ваги на 5–10 % для зовнішнього ядра та 4–5 % дефіциту ваги для внутрішнього ядра який приписується легшим елементам, які мають бути в космічній кількості та є розчинними у залізі: H, O, C, S, P і Si. Ядро Землі містить половину земного ванадію і хрому і може містити значну кількість ніобію і танталу. Ядро Землі збіднене германієм і галієм.

### Компоненти дефіциту ваги— Земля
Сірка сильно сидерофільна і лише помірно летюча, силікатна порода нею збіднена. Таким чином сірка може становити 1,9 % ваги ядра Землі. За подібними міркуваннями фосфор може бути присутнім до 0,2 % ваги. Водень і вуглець, однак, є дуже леткими і, таким чином, були б втрачені під час ранньої акреції, і тому можуть становити лише 0,1-0,2 %ваги відповідно. Таким чином, кремній і кисень компенсують залишковий дефіцит маси ядра Землі; хоча надлишки кожного з них все ще є предметом суперечок, які здебільшого обертаються навколо тиску та ступеня окислення земного ядра під час його формування. Не існує жодних геохімічних доказів, які б включали будь-які радіоактивні елементи в ядрі Землі. Незважаючи на це, експериментальні дані показали, що калій є сильно сидерофільним при температурах, пов'язаних із формуванням ядра, отже, існує потенціал для калію в ядрах планет, а отже, і калію-40.

### Ізотопний склад— Земля
Ізотопні співвідношення гафній/вольфрам (Hf/W) у порівнянні з хондритною моделлю показують помітне збагачення силікатної породи, що вказує на збіднення земного ядра. Залізні метеорити, які, як вважають, є результатом дуже ранніх процесів фракціонування ядра, також збіднені. Ізотопні співвідношення ніобію/танталу (Nb/Ta) у порівнянні з хондритною моделлю демонструють помірне збіднення силікатної маси Землі та Місяця.

### Паласитові метеорити
Вважається, що паласити утворюються на межі ядра та мантії ранньої планетезималі, хоча нещодавня гіпотеза припускає, що вони є сумішшю матеріалів ядра та мантії, створених ударами.

## Динаміка

### Динамо
Теорія динамо— це запропонований механізм, який пояснює, як небесні тіла, такі як Земля, створюють магнітні поля. Наявність або відсутність магнітного поля може допомогти обмежити динаміку планетарного ядра. Динамо вимагає джерела теплової та/або композиційної плавучості як рушійна сила. Теплова плавучість від ядра, що охолоджується, сама по собі не може забезпечити необхідну конвекцію, як показано моделюванням, тому необхідна композиційна плавучість (через зміни фази). На Землі плавучість походить від кристалізації внутрішнього ядра (яка може статися в результаті температури). Приклади композиційної плавучості включають осадження сплавів заліза на внутрішньому ядрі та незмішуваність рідини, що може впливати на конвекцію як позитивно, так і негативно залежно від температури навколишнього середовища та тиску, пов'язаного з тілом-господарем. Іншими небесними тілами, які виявляють магнітні поля, є Меркурій, Юпітер, Ганімед і Сатурн.

### Джерело тепла ядра
Ядро планети діє як джерело тепла для зовнішніх шарів планети. У Землі тепловий потік через межу ядра та мантії становить 12 терават. Це значення розраховується на основі різноманітних факторів: тривалого охолодження, диференціації легких елементів, сил Коріоліса, радіоактивного розпаду та прихованої теплоти кристалізації. Усі планетарні тіла мають первісну теплоту, або кількість енергії, отриманої від акреції. Охолодження від цієї початкової температури називається віковим охолодженням, і на Землі вікове охолодження ядра передає тепло в ізолюючу силікатну мантію. У міру зростання внутрішнього ядра прихована теплота кристалізації додається до теплового потоку в мантію.

### Стабільність і нестабільність
Малі планетні ядра можуть зазнати катастрофічного викиду енергії, пов'язаного зі змінами фази в їх ядрах. Рамсі (1950) виявив, що загальна енергія, що виділяється при такій зміні фази, буде порядку 1029 джоулів; еквівалентно загальному виділенню енергії внаслідок землетрусів протягом геологічного часу. Така подія може пояснити пояс астероїдів. Такі фазові зміни відбуватимуться лише при певному співвідношенні маси до об'єму, і прикладом такої фазової зміни може бути швидке утворення або розчинення твердого компонента ядра.

### Тенденції розвитку Сонячної системи

#### Внутрішні скелясті планети
Усі скелясті внутрішні планети, як і Місяць, мають залізне ядро. Венера і Марс мають додатковий головний елемент у ядрі. Вважається, що ядро Венери залізо-нікелеве, як і ядро Землі. З іншого боку, вважається, що Марс має залізо-сірчане ядро, яке розділене на зовнішній рідкий шар навколо внутрішнього твердого ядра. У міру збільшення радіуса орбіти кам'янистої планети розмір ядра відносно загального радіуса планети зменшується. Вважається, що це тому, що диференціація ядра безпосередньо пов'язана з початковим нагріванням тіла, тому ядро Меркурія є відносно великим і активним. Венера і Марс, як і Місяць, не мають магнітних полів. Це може бути пов'язано з відсутністю конвекційного шару рідини, який взаємодіє з твердим внутрішнім ядром, оскільки ядро Венери не є шаруватим. Хоча на Марсі є рідкий і твердий шари, вони, здається, не взаємодіють так, як взаємодіють рідкий і твердий компоненти ядра Землі, створюючи динамо.

#### Зовнішні газові та крижані гіганти
Сучасне розуміння зовнішніх планет у Сонячній системі, крижаних і газових гігантів, теоретично передбачає невеликі ядра зі скелястих порід, оточені шаром льоду, а в моделях Юпітера і Сатурна припускають велику область рідкого металевого водню та гелію. Властивості цих шарів металевого водню є основною проблемою, оскільки їх важко виготовити в лабораторних умовах через високий тиск. Схоже, що Юпітер і Сатурн виділяють набагато більше енергії, ніж вони повинні отримувати від Сонця, що пояснюється теплом, що виділяється шаром водню та гелію. Уран, здається, не має значного джерела тепла, але Нептун має джерело тепла, яке приписують «гарячому» утворенню.

## Спостережувані типи

### В межах Сонячної системи

#### Меркурій
Меркурій має спостережене магнітне поле, яке, як вважають, генерується в його металевому ядрі. Ядро Меркурія займає 85 % радіуса планети, що робить його найбільшим ядром відносно розміру планети в Сонячній системі; це вказує на те, що значна частина поверхні Меркурія могла бути втрачена на початку історії Сонячної системи. Меркурій має тверду силікатну кору та мантію, що покриває твердий металевий зовнішній шар ядра, за яким слідує глибший шар рідкого ядра, а потім, можливо, тверде внутрішнє ядро, що утворює третій шар. Склад ядра, багатого залізом, залишається невизначеним, але воно, ймовірно, містить нікель, кремній і, можливо, сірку та вуглець, а також слідові кількості інших елементів.

#### Венера
Склад ядра Венери значно змінюється залежно від моделі, яка використовується для його розрахунку, тому потрібні обмеження.
| елемент | Хондритна модель | Рівноважна модель конденсації | Піролітна модель |
| ------- | ---------------- | ----------------------------- | ---------------- |
| Залізо  | 88,6 %           | 94,4 %                        | 78,7 %           |
| Нікель  | 5,5 %            | 5,6 %                         | 6,6 %            |
| Кобальт | 0,26 %           | Невідомо                      | Невідомо         |
| Сірка   | 5,1 %            | 0 %                           | 4,9 %            |
| Кисень  | 0 %              | Невідомо                      | 9,8 %            |

#### Місяць
Існування місячного ядра все ще обговорюється, однак, якщо у нього є ядро, воно сформувалося б синхронно з ядром Землі через 45 мільйонів років після початку Сонячної системи, виходячи з гафнієво-вольфрамових доказів і гіпотези гігантського удару. Таке ядро, можливо, містило геомагнітне динамо на початку своєї історії.

#### Земля
Земля має спостережуване магнітне поле, створене в її металевому ядрі. Земля має дефіцит маси 5–10 % для всього ядра та дефіцит щільності 4–5 % для внутрішнього ядра. Значення Fe/Ni ядра добре обмежене хондритовими метеоритами. На сірку, вуглець і фосфор припадає лише ~2,5 % компонента/дефіциту маси легкого елемента. Не існує жодних геохімічних доказів включення будь-яких радіоактивних елементів в ядро. Проте експериментальні дані показали, що калій є сильним сидерофілом, якщо мати справу з температурами, пов'язаними з акрецією ядра, і, отже , калій-40 міг стати важливим джерелом тепла, сприяючи ранньому динамо Землі, хоча й у меншій мірі, ніж на багатому сіркою Марсі. Ядро містить половину земного ванадію і хрому і може містити значну кількість ніобію і танталу. Ядро збіднене германієм і галієм. Диференціація ядра та мантії відбулася протягом перших 30 мільйонів років історії Землі. Час кристалізації внутрішнього ядра досі в основному не визначений.

#### Марс
Ймовірно, у минулому на Марсі було створене ядром магнітне поле. Динамо припинилося протягом 0,5 мільярдів років після формування планети. Ізотопи Hf/W, отримані з марсіанського метеорита Zagami, вказують на швидку аккрецію та диференціацію ядра Марса, тобто менше 10 мільйонів років. Калій-40 міг бути основним джерелом тепла, яке приводило в дію раннє марсіанське динамо.
Злиття ядра прото-Марса та іншого диференційованого планетоїда могло відбуватися як швидко, протягом 1000 років, так і повільно, протягом 300 000 років (залежно від в'язкості обох ядер і мантій). Ударне нагрівання ядра Марса призвело б до розшарування ядра та знищення марсіанського динамо на період від 150 до 200 мільйонів років. Моделювання, виконане Вільямсом та ін. 2004, припускає, що для того, щоб Марс мав функціональне динамо, марсіанське ядро спочатку було гарячішим на 150 K ніж мантія (згідно з історією диференціації планети, а також гіпотезою удару), і з калієм-40 у рідкому ядрі мало б можливість розділитися на ядро, забезпечуючи додаткове джерело тепла. Далі модель робить висновок, що ядро Марса повністю рідке, оскільки прихована теплота кристалізації приводила б у дію довготривале (більше одного мільярда років) динамо. Якщо ядро Марса рідке, нижня межа вмісту сірки становитиме 5 % ваги.

#### Ганімед
Ганімед має спостережене магнітне поле, створене в його металевому ядрі.

#### Юпітер
У ядрі Юпітера спостерігається магнітне поле, що вказує на наявність деякої металевої речовини. Його магнітне поле є найсильнішим у Сонячній системі після Сонця.
Юпітер має кам'яне та/або крижане ядро, маса якого в 10–30 разів перевищує масу Землі, і це ядро, ймовірно, розчиняється в газовій оболонці вище, і тому первинне за складом. Оскільки ядро все ще існує, зовнішня оболонка повинна була приєднатися до планетарного ядра, що існувало раніше. Моделі теплового скорочення/еволюції підтверджують наявність металевого водню в ядрі у великій кількості (більшій, ніж у Сатурна).

#### Сатурн
Сатурн має спостережуване магнітне поле, створене в його металевому ядрі. Металевий водень присутній в ядрі (у меншій кількості, ніж на Юпітері). Сатурн має кам'яне та/або крижане ядро, маса якого в 10–30 разів перевищує масу Землі, і це ядро, ймовірно, розчиняється в газовій оболонці вище, а отже, має первісний склад. Оскільки ядро все ще існує, оболонка повинна була нарости на раніше існуюче планетне ядро. Моделі теплового скорочення/еволюції підтверджують наявність металевого водню в ядрі у великих кількостях (але все ще менше, ніж на Юпітері).

#### Залишки планетарних ядер
Місії до тіл у поясі астероїдів дадуть більше інформації про формування планетарного ядра. Раніше вважалося, що зіткнення в Сонячній системі повністю злилися, але нещодавні дослідження планетних тіл стверджують, що залишки зіткнень позбавляються зовнішніх шарів, залишаючи тіло, яке згодом стане планетарним ядром. Місія Психея під назвою «Подорож у металевий світ» спрямована на вивчення тіла, яке, ймовірно, може бути залишком планетарного ядра.

### Позасонячні планети
Поле екзопланет зростає, оскільки нові методи дозволяють відкривати і розрізняти екзопланети, ядра екзопланет моделюються. Вони залежать від початкового складу екзопланет, який визначається за допомогою спектрів поглинання окремих екзопланет у поєднанні зі спектрами випромінювання їхніх зірок.

#### Хтонічні планети
Хтонічна планета виникає, коли материнська зірка позбавляє газовий гігант зовнішньої атмосфери, ймовірно, через міграцію планети всередину зорі. Від зустрічі планети та зірки залишається лише початкове ядро.

#### Планети, утворені із ядер зір, і алмазні планети
Вуглецеві планети, які раніше були зірками, утворюються разом із утворенням мілісекундного пульсара. Перша така виявлена планета була у 18 разів більшою за щільність води та в п'ять разів більшою за Землю. Таким чином, планета не може бути газоподібною, і вона повинна складатися з важчих елементів, які також містяться в космосі, такі як вуглець і кисень, роблячи його ймовірно кристалічним, як алмаз.
PSR J1719-1438 — це пульсар із тривалістю 5,7 мілісекунд, який має супутника з масою, подібною до Юпітера, але щільністю 23 г/см 3, що свідчить про те, що компаньйон є білим карликом із наднизькою масою, ймовірно, ядром стародавньої зірки.

#### Гарячі крижані планети
Екзопланети з помірною щільністю (більш щільні, ніж планети Юпітера, але менш щільні, ніж планети земної групи), такі як GJ1214b і GJ436, складаються переважно з води. Внутрішній тиск таких водних світів призведе до утворення екзотичних фаз води на поверхні та в їх ядрах.